# 中繼成功
中繼成功（英語：Hold，通常紀錄為或），為棒球術語，是一項用來衡量中繼投手優劣的統計數據。當中繼投手在符合救援情境時登場，至少讓一名擊球員或跑壘員出局，下場時球隊仍然領先，而且所遺留的跑壘員（責任失分）不會讓球隊被追平或落後，即可獲得一次中繼成功的紀錄。符合條件的中繼投手指的是除了第一任（先發投手）以及最後一任（終結者）以外的投手。
中繼成功這項紀錄是在1986年之後才在美國職棒大聯盟出現的。主要是用來衡量長久以來幫先發投手抬轎（Set up）的中繼投手之好壞，並給予適當的肯定。在同一場比賽裡可以有很多位投手獲得中繼成功的紀錄，所屬球隊不一定最後要獲勝，只要該投手上場與下場時滿足條件即可。勝投、中繼成功、救援成功這三項紀錄是互斥的。也就是說在同一場比賽裡，一名投手至多只能獲得其中一項紀錄，不能同時獲得兩項以上。

## 中華職業棒球大聯盟中繼成功定義
中華職棒則是規定：在救援情境下登場至少要拿到一個出局數；在平手時登場至少要拿到兩個出局數，退場時未失分（包含自責分與非自責分) 。若本隊在換投前領先，則可容許失分，但扣掉責任失分後球隊必須仍保持領先才給予紀錄。

## 外部連結
- 中繼成功在台灣棒球維基館上的頁面（繁體中文）

1. ↑  棒球規則